# به رسمیت شناختن اتحاد مدنی همجنس‌گرایان در ارمنستان
ارمنستان ازدواج همجنس‌گرایان یا اتحاد مدنی را به رسمیت نمی‌شناسد. وضعیت قانونی ازدواج‌های همجنس‌گرایان خارجی نامشخص است. در ۳ ژوئیه ۲۰۱۷، وزارت دادگستری اعلام کرد که تمامی ازدواج‌هایی که در خارج انجام شده‌اند، از جمله ازدواج‌های همجنس‌گرایان، در ارمنستان معتبر هستند. ماده ۱۴۳ قانون خانواده ارمنستان تصریح می‌کند که ارمنستان ازدواج‌های خارجی را به شرطی که با قوانین منطقه‌ای که در آن انجام شده‌اند سازگار باشند، به رسمیت می‌شناسد و هیچ ممنوعیت صریحی برای ازدواج‌های همجنس‌گرایان ندارد. از سوی دیگر، ماده ۱۵۲ اعمال قوانین خارجی را که با نظم عمومی داخلی سازگار نباشند، محدود می‌کند. تا سال ۲۰۲۳، هیچ موردی از ثبت ازدواج همجنس‌گرایان خارجی شناخته نشده است. در سال ۲۰۱۹، «روستام باداسیان» وزیر دادگستری گفت که دولت ازدواج همجنس‌گرایان را به رسمیت نمی‌شناسد.
پس از همه‌پرسی سال ۲۰۱۵، قانون اساسی ارمنستان به‌طور کلی به محدود کردن ازدواج به زوج‌های دگرجنس‌گرا تعبیر شده است، اگرچه دادگاه قانون اساسی هرگز این تفسیر را تأیید یا رد نکرده است.

## تاریخچه قانونی

### پیش‌زمینه
ازدواج همجنس‌گرایان (ارمنی: Նույնասեռ ամուսնություն) در ارمنستان قانونی نیست و بحث عمومی اندکی در این زمینه وجود دارد. دولت ارمنستان روابط نزدیکی با کلیسای حواری ارمنی دارد که مخالف ازدواج همجنس‌گرایان است. در اوت ۲۰۱۹، «روستام باداسیان»، وزیر دادگستری، اعلام کرد که ارمنستان ازدواج‌های همجنس‌گرایان را «علیرغم امضای کنوانسیون استانبول» به رسمیت نمی‌شناسد. با این حال، باداسیان تأکید کرد که هم‌خانگی همجنس‌گرایان مجاز است و خشونت علیه هر فردی «غیرقابل‌قبول» است.
اتحاد مدنی که می‌تواند برخی از حقوق و مزایای ازدواج را ارائه دهد، نیز به رسمیت شناخته نمی‌شود. با این حال، ارمنستان بر اساس حکم دیوان اروپایی حقوق بشر در پرونده فدوتووا و دیگران علیه روسیه موظف به ارائه شناسایی قانونی برای اتحادهای همجنس‌گرایان است. ماده ۸ کنوانسیون اروپایی حقوق بشر، که حق زندگی خصوصی و خانوادگی را تضمین می‌کند، الزام مثبتی را بر تمام کشورهای عضو شورای اروپا برای به رسمیت شناختن اتحادهای همجنس‌گرایان تحمیل می‌کند.
در سال ۲۰۰۶، یک زوج همجنس‌گرا یک مراسم ازدواج غیررسمی را در کلیسای جامع اچمیادزین در واغارشاپات برگزار کردند. مقاله‌ای که دربارهٔ این ازدواج غیررسمی در روزنامه «۱۶۸ ژام» (۱۶۸ ساعت) منتشر شد، باعث رسوایی و خشم رسانه‌های محافظه‌کار محلی، سیاستمداران و مقامات مذهبی شد.
در دسامبر ۲۰۱۷، «پدر وازگن موسسیان»، که در اسقف‌نشین غرب کلیسای حواری ارمنی در کالیفرنیا خدمت می‌کرد، حمایت شخصی خود را از ازدواج همجنس‌گرایان اعلام کرد و به یکی از برجسته‌ترین حامیان ازدواج همجنس‌گرایان در کلیسا تبدیل شد. در مصاحبه‌ای با برابری ارمنستان، موسسیان آزار تاریخی نسل‌کشی ارمنی‌ها توسط ترکیه را به آزار و اذیتی که افراد ال‌جی‌بی‌تی تجربه می‌کنند، تشبیه کرد. او گفت: «ما به دلیل پذیرفته‌نشدن و متفاوت‌بودن مورد آزار قرار گرفته‌ایم. به‌عنوان یک مسیحی ارمنی، چگونه می‌توانم چشمانم را به آنچه در جهان می‌گذرد ببندم؟ این فقط مربوط به ارمنستان نیست، بلکه همه‌جا این عدم تحمل وجود دارد.»

### محدودیت‌های قانونی

#### قانون خانواده
ماده ۱۰ قانون خانواده که در سال ۲۰۰۴ تصویب شد، بیان می‌کند که ازدواج مستلزم «رضایت متقابل و داوطلبانه یک مرد و یک زن» است. ماده ۱۱، که فهرستی از ازدواج‌های ممنوع (از جمله دوهمسری، ازدواج بین اقوام نزدیک و ازدواج میان فرزندخوانده و سرپرست قانونی) را ارائه می‌دهد، ممنوعیت صریحی دربارهٔ ازدواج افراد همجنس ندارد.
در ۱۸ اکتبر ۲۰۱۷، «تیگران اوریخانیان»، نماینده حزب ارمنستان شکوفا، طرحی برای افزودن ممنوعیت صریح ازدواج همجنس‌گرایان به قانون خانواده ارائه کرد.
در ۱۵ نوامبر ۲۰۱۸، دولت ارمنستان مخالفت خود را با این طرح اعلام کرد و بیان داشت که قانون خانواده از پیش از به رسمیت شناختن ازدواج همجنس‌گرایان جلوگیری می‌کند. قانون اساسی ارمنستان قبلاً مشخص کرده است که ازدواج فقط میان زن و مرد ممکن است. علاوه بر این، مطابق قانون خانواده، ازدواج در صورتی ممکن است که توافق متقابل میان مرد و زن وجود داشته باشد و آن‌ها ۱۸ ساله باشند.
مجمع ملی در نوامبر ۲۰۱۹ این طرح را به‌دلیل «اضافی بودن» رد کرد و همچنین طرحی را که ممنوعیت صریح فرزندخواندگی توسط همجنس‌گرایان را پیشنهاد داده بود، رد کرد.

#### اصلاحیه قانون اساسی
قانون اساسی ارمنستان در یک همه‌پرسی در سال ۲۰۱۵ اصلاح شد و به این صورت بیان شد:
ماده ۳۵. آزادی ازدواج
1. یک زن و یک مرد که به سن ازدواج رسیده باشند، حق دارند با ابراز اراده آزاد خود ازدواج کرده و خانواده تشکیل دهند. سن ازدواج و رویه‌های مربوط به ازدواج و طلاق توسط قانون تعیین می‌شود.
2. زن و مرد در رابطه با ازدواج، در طول ازدواج و هنگام انحلال آن از حقوق برابر برخوردارند.
3. آزادی ازدواج فقط به‌منظور حفاظت از سلامت و اخلاقیات ممکن است توسط قانون محدود شود.

بسیاری از سیاستمداران بیان کرده‌اند که متن قانون اساسی ازدواج همجنس‌گرایان را ممنوع می‌کند. از سوی دیگر، اعضای کمیسیون ونیز در تحلیل پیش‌نویس قانون اساسی بیان کردند که این متن «نباید به‌عنوان مانع قانونی برای به‌رسمیت‌شناختن ازدواج همجنس‌گرایان تفسیر شود». «آرگام استپانیان»، رئیس آژانس ثبت اعمال مدنی وابسته به وزارت دادگستری، بعداً در مصاحبه‌ای گفت که ممنوعیت قانون اساسی در مورد ازدواج همجنس‌گرایان در ارمنستان وجود ندارد. چندین سیاستمدار و فعال حقوق بشر گفته‌اند که متن قانون به «حق ازدواج زن و مرد» اشاره دارد، اما به‌طور صریح بیان نمی‌کند که ازدواج فقط میان زن و مرد ممکن است.

### به‌رسمیت‌شناختن ازدواج‌های انجام‌شده در خارج از کشور
در ۳ ژوئیه ۲۰۱۷، وزارت دادگستری اعلام کرد که همه ازدواج‌های انجام‌شده در خارج از کشور، از جمله ازدواج‌های میان افراد همجنس، در ارمنستان معتبر هستند. طبق قانون خانواده، ازدواج‌های بین شهروندان ارمنی و ازدواج‌های بین شهروندان ارمنی با خارجیان یا افراد بدون تابعیت که در خارج از ارمنستان ثبت شده باشند، پس از قانونی‌سازی کنسولی در کشور معتبر هستند. این قانون اشاره‌ای به جنسیت همسران ازدواج‌کرده ندارد و تصریح می‌کند که ازدواج‌های ثبت‌شده در کشورهای دیگر، در صورتی که با قوانین آن کشور خاص مطابقت داشته باشند، در ارمنستان نیز معتبر هستند، مشروط بر این که با نظم عمومی ارمنستان سازگار باشند.
تا سال ۲۰۲۳، کمیته آمار ارمنستان هیچ موردی از به‌رسمیت‌شناختن ازدواج همجنس‌گرایان خارجی را ثبت نکرده است. مشخص نیست که آیا این به‌رسمیت‌شناختن به چنین زوج‌هایی تمام حقوق ازدواج تحت قوانین داخلی را اعطا می‌کند یا خیر.

## افکار عمومی
یک نظرسنجی در سال ۲۰۱۷ از مرکز تحقیقات پیو نشان داد که ۹۱٪ از ارمنی‌ها با موضع کلیسا مبنی بر انجام ندادن ازدواج همجنس‌گرایان موافق بودند، در حالی که ۴٪ مخالف بودند.